# Stockholms Stora Pris
Stockholms Stora Pris, Gr3, är en klassisk löpning inom galoppsporten. Tävlingen hölls tidigare på Täby Galopp, men i och med banans nedläggning år 2016, flyttades loppet till Bro Park. Prissumman år 2016 uppgick till 1 200 000 kr.

## Segrare
| År   | Häst             | Ålder | Jockey             | Tränare                   | Tid     |
| ---- | ---------------- | ----- | ------------------ | ------------------------- | ------- |
| 1996 | Philidor         | 7     | Fernando Diaz      | Arnfinn Lund              | 1:57.70 |
| 1997 | Songline         | 4     | Janos Tandari      | Tommy Gustafsson          |         |
| 1998 | Galtee           | 6     | Cash Asmussen      | Uwe Stoltefuss            | 2:01.90 |
| 1999 | Hangover Square  | 5     | Mark Larsen        | Lennart Reuterskiöld      | 1:57.40 |
| 2000 | Hangover Square  | 6     | Mark Larsen        | Lennart Reuterskiöld      | 1:58.10 |
| 2000 | Stato One        | 8     | Yvonne Durant      | Yvonne Durant             | 1:58.10 |
| 2001 | Stato One        | 9     | John Fortune       | Rune Haugen               | 1:58.10 |
| 2002 | Tesorero         | 6     | Jacob Johansen     | Are Hyldmo                | 1:57.90 |
| 2003 | Mandrake el Mago | 4     | David Sanchez      | Francisco Castro          | 1:57.80 |
| 2004 | Mandrake el Mago | 5     | Manuel Santos      | Francisco Castro          | 1:59.20 |
| 2005 | Jubilation       | 6     | Manuel Martinez    | Fredrik Reuterskiöld      | 2:01.50 |
| 2006 | Jubilation       | 7     | Fernando Diaz      | Fredrik Reuterskiöld      | 2:02.80 |
| 2007 | Funny Legend     | 6     | Fredrik Johansson  | Wido Neuroth              | 1:59.00 |
| 2008 | Peas and Carrots | 5     | Eddie Ahern        | Lennart Reuterskiöld, Jr. | 1:57.70 |
| 2009 | Appel au Maitre  | 5     | Fredrik Johansson  | Wido Neuroth              | 2:01.60 |
| 2010 | Tertullus        | 7     | Espen Ski          | Rune Haugen               | 1:57.80 |
| 2011 | Tertullus        | 8     | Rafael Schistl     | Rune Haugen               | 1:59.40 |
| 2012 | Sir Lando        | 5     | Fredrik Johansson  | Wido Neuroth              | 2:03.90 |
| 2013 | Without Fear     | 5     | Elione Chaves      | Niels Petersen            | 2:02.50 |
| 2014 | Bank of Burden   | 7     | Per-Anders Gråberg | Niels Petersen            | 1:57.60 |
| 2015 | Hurricane Red    | 5     | Jacob Johansen     | Lennart Reuterskiöld, Jr. | 1:58.10 |
| 2016 | Coprah           | 8     | Nelson De Souza    | Cathrine Erichsen         | 1:48.90 |
| 2017 | Hurricane Red    | 7     | Jacob Johansen     | Lennart Reuterskiöld, Jr. | 1:49.70 |
| 2018 | Hurricane Red    | 8     | Jacob Johansen     | Lennart Reuterskiöld, Jr. | 1:42.70 |
| 2019 | Learn By Heart   | 4     | Rafael de Oliveira | Bent Olsen                | 1:48.20 |
| 2020 | Kick On          | 4     | Carlos Lopez       | Niels Petersen            | 1:48.30 |
| 2021 | Match Maker      | 6     | Elione Chaves      | Cathrine Erichsen         | 1:46.50 |
| 2022 | King David       | 7     | Oliver Wilson      | Niels Petersen            | 1:45.40 |